# David Copperfield – Einmal Reichtum und zurück
David Copperfield – Einmal Reichtum und zurück (englischer Originaltitel: The Personal History of David Copperfield) ist ein Filmdrama von Armando Iannucci, das im September 2019 beim Toronto International Film Festival seine Weltpremiere feierte und am 24. Januar 2020 in die Kinos im Vereinigten Königreich kam. Der Film basiert auf dem Roman David Copperfield von Charles Dickens.

## Handlung
David Copperfield ist alt geworden, als er im Freien Menschen aus seinen Memoiren vorliest. Er erzählt ihnen von seiner liebenswürdigen, alleinerziehenden Mutter, von deren Schwägerin, seiner Tante Betsey Trotwood und von der Haushälterin der Familie, Mrs. Peggotty. Nachdem seine Mutter Edward Murdstone heiratete, wurde er von diesem geschlagen. Obwohl er nicht gut lesen kann, zeichnet der kleine David alles, was er beobachtet. Sein Stiefvater schickt ihn nach London, wo er für etwa ein Jahrzehnt in einer Flaschenfabrik arbeitet.
Nach dem Tod seiner Mutter geht David nach Dover, um die einzige Familie zu finden, die er kennt. Tante Betsey erweist sich als großzügiger als erwartet, doch ihr Landhaus, in dem sie mit ihrem Cousin Mr. Dick lebt, ist das reinste Irrenhaus. Tante Betsey nennt David nur den „Trotwood Copperfield“.

## Produktion

### Literarische Vorlage und Stab
Der Film basiert auf dem Roman David Copperfield von Charles Dickens, der als einer der bedeutendsten Bildungsromane der englischen Literatur gilt. Viele Elemente der Geschichte folgen Ereignissen aus Dickens’ Leben, daher gilt David Copperfield als der am stärksten autobiografisch geprägte Roman seines Gesamtwerkes. Er selbst bezeichnete David Copperfield als seine Lieblingsgeschichte.
Regie führte Armando Iannucci. Dickens’ Romanvorlage wurde von Iannucci gemeinsam mit Simon Blackwell für den Film adaptiert. Iannucci wollte die Geschichte in ein moderneres London versetzen.

### Besetzung und Dreharbeiten

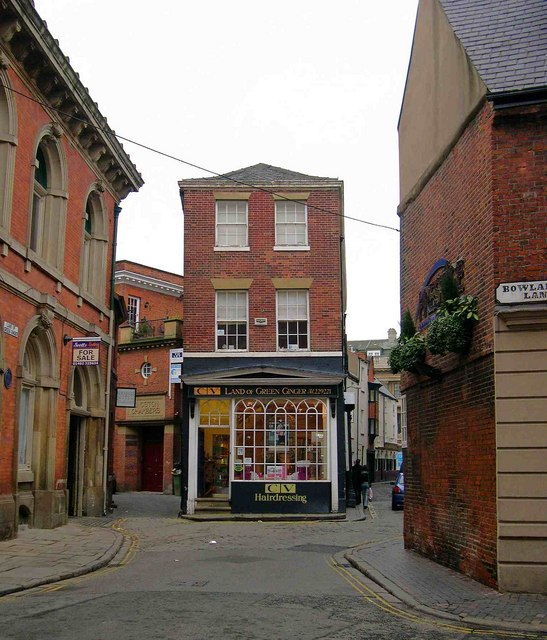
Die Straße Land of Green Ginger in Hull, wo man im Juli 2018 drehte

Die Hauptrolle des titelgebenden David Copperfield wurde mit Dev Patel besetzt. Darren Boyd spielt seinen Stiefvater Edward Murdstone, der den Jungen schlägt. Peter Capaldi spielt Mr. Micawber, Tilda Swinton seine verrückte Tante Betsey Trotwood und Hugh Laurie ihren geistig labilen Cousin Mr. Dick. Benedict Wong übernahm die Rolle von Mr. Wickfield, dem scharfsinnigen Verwalter des Copperfield-Nachlasses. Daisy May Cooper spielt Mrs. Peggotty, die Haushälterin der Familie, Rosalind Eleazar Wickfields Tochter Agnes, die David anhimmelt, obwohl er sie als Schwester sieht. Aneurin Barnard spielt James Steerforth von Davids Internat, Ben Whishaw den hinterhältigen Uriah Heep. Morfydd Clark übernahm die Rolle von Dora Spenlow, der Tochter seines neuen Chefs in die sich David verliebt und der von Matthew Cottle gespielt wird.
Die Dreharbeiten wurden Anfang Juni 2018 begonnen und fanden unter anderem in King’s Lynn und in den Ealing Studios in London statt. Im Juli 2018 drehte man in der Stadt Hull, deren Altstadt als Kulisse für das London des Jahres 1840 diente und entsprechend umgestaltet wurde. In Hull drehte man in der Gegend um die Prince Street und die Land of Green Ginger. Als Kameramann fungierte Zac Nicholson. Das Szenenbild stammt von Cristina Casali, die Kostüme von Suzie Harman und Robert Worley.

### Filmmusik und Veröffentlichung
Die Filmmusik wurde von Christopher Willis komponiert. Der Soundtrack, der insgesamt 33 Musikstücke umfasst, wurde am 17. Januar 2020 von MVKA veröffentlicht.
Fox Searchlight Pictures sicherte sich im Vorfeld der Premiere die Rechte am Film für Nordamerika. Die Vertriebsrechte des Films im Vereinigten Königreich liegen bei Lionsgate. Ab dem 5. September 2019 wurde der Film beim Toronto International Film Festival im Rahmen der Special Presentations gezeigt, wo er seine Weltpremiere feierte. Am 2. Oktober 2019 feierte er als Eröffnungsfilm des London Film Festivals seine Europapremiere und soll am 24. Januar 2020 in die Kinos im Vereinigten Königreich kommen. Ein Kinostart in den USA erfolgte am 28. August 2020. Mitte September 2020 wurde er im Rahmen der Filmkunstmesse Leipzig vorgestellt bevor er am 24. September 2020 in die deutschen Kinos kam.

## Rezeption

### Kritiken
Der Film konnte bislang 92 Prozent aller Kritiker bei Rotten Tomatoes überzeugen und erhielt hierbei eine durchschnittliche Bewertung von 7,6 der möglichen 10 Punkte, womit er aus den 21. Annual Golden Tomato Awards als Drittplatzierter in der Kategorie Comedies der Filme des Jahres 2020 hervorging. Immer wieder wurde von Kritikern die Farbenblindheit bei der Besetzung hervorgehoben, die dem Film gut tue.
Peter Debruge von Variety schreibt, Armando Iannuccis Film wirke hell, unbeschwert und sei ein Korrektiv für die langweiligen und trockenen Charles-Dickens-Adaptionen, die es zuvor gab. Der Film sei ein Versuch, den Schriftsteller aus der muffigen Kategorie der „Literaten“ zu befreien und ihn wieder als das zu zeigen, was er war, jemand mit Humor, der seiner Zeit voraus war. Iannuccis Sensibilität für die viktorianische Zeit sei zeitgemäß, und in diesem Sinne ähnele der Film Tony Richardsons Tom Jones – Zwischen Bett und Galgen.
Eric Kohn von Indie Wire meint, die Besetzung überzeuge immer wieder aufs Neue. David Copperfield lerne im Film, zu sich selbst zu finden, indem er die vielen Erwartungen, die an ihn gestellt werden, durcharbeitet. Er sei das Herzstück dieser berühmtesten Coming-of-Age-Geschichte der Welt, und Dev Patel spiele diese Rolle mit äußerster Überzeugung.

### Auszeichnungen (Auswahl)
Artios Awards 2021
- Nominierung in der Kategorie Independent-Film – Komödie[25]

BAFTA Scotland Awards 2021
- Nominierung als Beste Hauptdarstellerin (Tilda Swinton)[26]

British Independent Film Awards 2019
- Nominierung als Bester Britischer Independent Film
- Nominierung als Bester Schauspieler (Dev Patel)
- Nominierung für das Beste Drehbuch (Armando Iannucci und Simon Blackwell)
- Nominierung als Beste Nebendarstellerin (Tilda Swinton)
- Auszeichnung als Bester Nebendarsteller (Hugh Laurie)
- Auszeichnung für das Beste Casting (Sarah Crowe)
- Nominierung für die Beste Kamera (Zac Nicholson)
- Auszeichnung für die Besten Kostüme (Suzie Harman und Robert Worley)
- Nominierung für den Besten Filmschnitt (Mick Audsley und Peter Lambert)
- Nominierung für das Beste Make-Up & Hair Design (Karen Hartley-Thomas)
- Auszeichnung für die Beste Ausstattung (Cristina Casali)[27]

Critics’ Choice Movie Awards 2021
- Nominierung für das Beste Szenenbild (Cristina Casali und Charlotte Watts)
- Nominierung für das Beste Kostümdesign (Suzie Harman und Robert Worley)[28]

Europäischer Filmpreis 2020
- Auszeichnung mit dem Jurypreis für das Beste Szenenbild (Cristina Casali)[29]

Golden Globe Awards 2021
- Nominierung als Bester Hauptdarsteller – Komödie oder Musical (Dev Patel)[30]

Satellite Awards 2020
- Nominierung als Bester Film – Komödie oder Musical
- Nominierung als Bester Hauptdarsteller – Komödie oder Musical (Dev Patel)
- Nominierung für das Beste Szenenbild (Cristina Casali & Charlotte Watts)
- Auszeichnung für das Beste Kostümdesign (Suzie Harman & Robert Worley)

## Synchronisation
Die deutsche Synchronisation entstand nach einem Dialogbuch von Tobias Neumann und der Dialogregie von Clemens Frohmann im Auftrag der Berliner Synchron GmbH Wenzel Lüdecke.
| Darsteller          | Synchronsprecher          | Rolle                            |
| ------------------- | ------------------------- | -------------------------------- |
| Dev Patel           | Julius Jellinek           | David Copperfield                |
| Tilda Swinton       | Traudel Haas              | Betsey Trotwood                  |
| Hugh Laurie         | K. Dieter Klebsch         | Mr. Dick                         |
| Peter Capaldi       | Tobias Lelle              | Mr. Micawber                     |
| Aneurin Barnard     | Ricardo Richter           | Mr. Steerforth                   |
| Daisy May Cooper    | Maria Koschny             | Peggotty                         |
| Jairaj Varsani      | Joshua Nath               | David Copperfield (jung)         |
| Ben Whishaw         | Tobias Nath               | Uriah Heep                       |
| Rosalind Eleazar    | Rubina Nath               | Agnes                            |
| Anthony Welsh       | Raúl Richter              | Ham                              |
| Morfydd Clark       | Maria Hönig               | Clara Copperfield / Dora Spenlow |
| Victor McGuire      | Lutz Schnell              | Creakle                          |
| Paul Whitehouse     | Gerald Schaale            | Daniel Peggotty                  |
| Divian Ladwa        | Georgios Tzitzikos        | Dr. Chillip                      |
| Aimée Kelly         | Lena Schmidtke            | Emily                            |
| Freddie Meredith    | Nando Schmitz             | Grainger                         |
| Gwendoline Christie | Anna Carlsson             | Jane Murdstone                   |
| Ruby Bentall        | Magdalena Höfner          | Janet                            |
| Fisayo Akinade      | Sebastian Fitzner         | Markham                          |
| Albie Atkinson      | Freddy Antoine Gerberon   | Mealy Potatoes                   |
| Bronagh Gallagher   | Peggy Sander              | Mrs. Micawber                    |
| Faisal Dacosta      | Oleg Tikhomirov           | Mick Walker                      |
| Matthew Cottle      | Martin Schubach           | Mr. Spenlow                      |
| Benedict Wong       | Michael Iwannek           | Mr. Wickfield                    |
| Rosaleen Linehan    | Luise Lunow               | Mrs. Gummidge                    |
| Lynn Hunter         | Karin David               | Mrs. Heep                        |
| Nikki Amuka-Bird    | Victoria Sturm            | Mrs. Steerforth                  |
| Anna Maxwell Martin | Cathlen Gawlich           | Mrs. Strong                      |
| Darren Boyd         | Sebastian Christoph Jacob | Murdstone                        |
| Peter Singh         | Marius Clarén             | Tungay                           |